# Peter Fernandez
Pour les articles homonymes, voir Fernandez.
Peter Fernandez est un acteur et scénariste américain, né le 29 janvier 1927 à New York, États-Unis, mort à Pomona, New York, le 15 juillet 2010.

## Filmographie

### Acteur
- 1949 : Graine de faubourg (City Across the River) : Frank Cusack
- 1959 : Le Pont (Die Brücke) de Bernhard Wicki
- 1960 : Saiyu-ki : Alakazam (voix)
- 1964 : The Dirty Girls : Robert Marshall (voix)
- 1964 : L'Homme de Rio de Philippe de Broca
- 1984 : The Enchanted Journey (en) (voix)
- 1988 : Les Tisserands du pouvoir de Claude Fournier
- 1996 : Christmas in Cartoontown (vidéo) (voix)
- 1997 : The Secret of Anastasia (vidéo) (voix)
- 1999 : Broadway, 39e rue (Cradle Will Rock) (voix)
- 2004 : Otaku Unite! (en)
- 2006 : Spider's Web: A Pig's Tale (vidéo)
- 2008 : Speed Racer des Wachowski

### Scénariste
- 1964 : The Dirty Girls
- 1966 : The Alley Cats
- 1966 : Ebirah contre Godzilla de Jun Fukuda
- 1969 : The Mad Doctor Hump
- 1971 : Faire l'amour : De la pilule à l'ordinateur
- 1981 : Le Choix des armes d'Alain Corneau
- 1989 : Woof! (vidéo)